# Franz Wenzel von Kaunitz-Rietberg
Franz Wenzel von Kaunitz-Rietberg (Vienna, 2 luglio 1742 – Vienna, 19 dicembre 1825) è stato un generale austriaco.
Prestò servizio come generale dell'esercito imperiale durante la guerra dei sette anni e durante le guerre rivoluzionarie francesi.

## Biografia
Kaunitz era il figlio terzogenito del potete cancelliere imperiale Wenzel Anton von Kaunitz-Rietberg e di sua moglie, Marie Ernestine von Starhemberg. Per parte di sua madre era discendente diretto del feldmaresciallo austriaco Ernst Rüdiger von Starhemberg. Giovanissimo venne avviato alla carriera delle armi ed entrò nell'Ordine Teutonico, ottenendo un'educazione in tal senso.
Aderì come volontario nell'esercito austriaco all'inizio della Guerra dei Sette anni nei corazzieri del generale Trautmannsdorf. Nel 1759 venne trasferito nel reggimento di fanteria del feldmaresciallo conte Leopold Joseph von Daun il quale lo nominò suo aiutante di campo e con tale carica egli si distinse nella Battaglia di Torgau, dove venne pesantemente ferito. Dopo la firma della Pace di Hubertusburg nel 1763 venne promosso colonnello nel reggimento imperiale di fanteria del Baden (poi il 23°) per poi passare nel 1766 al reggimento di fanteria "Imperatore Giuseppe II" (poi il 1°). Nel 1773 venne promosso maggiore generale. In quello stesso anno divenne Inhaber (proprietario) del 38º reggimento di fanteria, passando poi dal 1785 alla proprietà dek 20°. Promosso feldmaresciallo luogotenente nel 1783, prestò servizio come comandante militare in Croazia.
All'inizio delle Guerre rivoluzionarie francesi, venne promosso Feldzeugmeister e prestò servizio nei Paesi Bassi austriaci sotto il comando del feldmaresciallo duca Federico Giosia di Sassonia-Coburgo-Saalfeld e con lui combatté nella Campagna delle Fiandre. Dal duca di Coburgo ottenne il comando della sua ala sinistra con 27.000 uomini e Kaunitz non mancò di distinguersi nella difesa della linea del fiume Sambre nel 1794, battendo i generali francesi Jacques Desjardin e Louis Charbonnier nella Battaglia di Grandreng del 13 maggio prima di schiacciarli completamente il 24 maggio nella Battaglia di Erquelinnes. Egli ad ogni modo diede le proprie dimissioni il 30 maggio dopo che il principe d'Orange venne nominato al suo posto per ragioni politiche. Kaunitz comandò anche una colonna d'esercito nella Battaglia di Fleurus il 26 giugno successivo.
Nel 1796 venne nominato comandante generale in Galizia e nel 1805 in Moravia. L'anno successivo si ritirò dal servizio attivo.
Ultimo dei figli del ministro Kaunitz a morire, si spense nel suo palazzo di Vienna e venne sepolto nella tomba di famiglia ad Austerlitz. Dopo la sua morte si seppe che era anche membro della loggia massonica di Brno.

## Ascendenza
|                                                 |                                 |                                                         | Genitori                                    |  |  | Nonni |  |  | Bisnonni                      |  |  | Trisnonni                   |  |
|                                                 |                                 |                                                         |                                             |  |  |       |  |  | Dominik Andreas I von Kaunitz |  |  | Leopold Wilhelm von Kaunitz |  |
|                                                 |                                 |                                                         |                                             |  |  |       |  |  | Dominik Andreas I von Kaunitz |  |  | Leopold Wilhelm von Kaunitz |  |
|                                                 |                                 | Eleonore von Dietrichstein                              |                                             |  |  |       |  |  | Dominik Andreas I von Kaunitz |  |  |                             |  |
| Maximilian Ulrich von Kaunitz                   |                                 |                                                         |                                             |  |  |       |  |  | Dominik Andreas I von Kaunitz |  |  |                             |  |
|                                                 |                                 | Maria Eleonora von Sternberg                            | Adolph Wratislaw von Sternberg              |  |  |       |  |  |                               |  |  |                             |  |
|                                                 |                                 | Maria Eleonora von Sternberg                            | Adolph Wratislaw von Sternberg              |  |  |       |  |  |                               |  |  |                             |  |
|                                                 |                                 | Maria Eleonora von Sternberg                            | Anna Lucia Slawate von Chlum und Košumberk  |  |  |       |  |  |                               |  |  |                             |  |
| Wenzel Anton von Kaunitz-Rietberg               |                                 | Maria Eleonora von Sternberg                            |                                             |  |  |       |  |  |                               |  |  |                             |  |
|                                                 |                                 | Ferdinando Massimiliano della Frisia orientale-Rietberg | Giovanni IV della Frisia orientale-Rietberg |  |  |       |  |  |                               |  |  |                             |  |
|                                                 |                                 | Ferdinando Massimiliano della Frisia orientale-Rietberg | Giovanni IV della Frisia orientale-Rietberg |  |  |       |  |  |                               |  |  |                             |  |
|                                                 |                                 | Ferdinando Massimiliano della Frisia orientale-Rietberg | Anna Caterina di Salm-Reifferscheidt        |  |  |       |  |  |                               |  |  |                             |  |
| Maria Ernestina della Frisia orientale-Rietberg |                                 | Ferdinando Massimiliano della Frisia orientale-Rietberg |                                             |  |  |       |  |  |                               |  |  |                             |  |
|                                                 |                                 | Johannetta Franziska von Manderscheid                   | Salentin Ernst von Manderscheid             |  |  |       |  |  |                               |  |  |                             |  |
|                                                 |                                 | Johannetta Franziska von Manderscheid                   | Salentin Ernst von Manderscheid             |  |  |       |  |  |                               |  |  |                             |  |
|                                                 |                                 | Johannetta Franziska von Manderscheid                   | Juliane Christiana Elisabeth von Erbach     |  |  |       |  |  |                               |  |  |                             |  |
| Franz Wenzel von Kaunitz-Rietberg               |                                 | Johannetta Franziska von Manderscheid                   |                                             |  |  |       |  |  |                               |  |  |                             |  |
|                                                 | Gundakar Thomas von Starhemberg | Konrad Balthasar von Starhemberg                        |                                             |  |  |       |  |  |                               |  |  |                             |  |
|                                                 | Gundakar Thomas von Starhemberg | Konrad Balthasar von Starhemberg                        |                                             |  |  |       |  |  |                               |  |  |                             |  |
|                                                 | Gundakar Thomas von Starhemberg | Franziska Katherina Cavriani                            |                                             |  |  |       |  |  |                               |  |  |                             |  |
| Franz Wolfgang von Starhemberg                  | Gundakar Thomas von Starhemberg |                                                         |                                             |  |  |       |  |  |                               |  |  |                             |  |
|                                                 |                                 | Beatrix Franziska von Daun                              | Wirich Philipp von Daun                     |  |  |       |  |  |                               |  |  |                             |  |
|                                                 |                                 | Beatrix Franziska von Daun                              | Wirich Philipp von Daun                     |  |  |       |  |  |                               |  |  |                             |  |
|                                                 |                                 | Beatrix Franziska von Daun                              | Maria Barbara von Herberstein               |  |  |       |  |  |                               |  |  |                             |  |
| Maria Ernestina von Starhemberg                 |                                 | Beatrix Franziska von Daun                              |                                             |  |  |       |  |  |                               |  |  |                             |  |
|                                                 |                                 | Ernst Rüdiger von Starhemberg                           | Konrad Balthasar von Starhemberg            |  |  |       |  |  |                               |  |  |                             |  |
|                                                 |                                 | Ernst Rüdiger von Starhemberg                           | Konrad Balthasar von Starhemberg            |  |  |       |  |  |                               |  |  |                             |  |
|                                                 |                                 | Ernst Rüdiger von Starhemberg                           | Anne Elizabeth von Sinzendorf               |  |  |       |  |  |                               |  |  |                             |  |
| Maria Antonia von Starhemberg                   |                                 | Ernst Rüdiger von Starhemberg                           |                                             |  |  |       |  |  |                               |  |  |                             |  |
|                                                 |                                 | Maria Josepha Jörger zu Tollet                          | Johann Quintin Jörger zu Tollet             |  |  |       |  |  |                               |  |  |                             |  |
|                                                 |                                 | Maria Josepha Jörger zu Tollet                          | Johann Quintin Jörger zu Tollet             |  |  |       |  |  |                               |  |  |                             |  |
|                                                 |                                 | Maria Josepha Jörger zu Tollet                          | Maria Rosalia von Losenstein                |  |  |       |  |  |                               |  |  |                             |  |
|                                                 |                                 | Maria Josepha Jörger zu Tollet                          |                                             |  |  |       |  |  |                               |  |  |                             |  |